# Kaplica Serca Pana Jezusa w Rychwałdzie

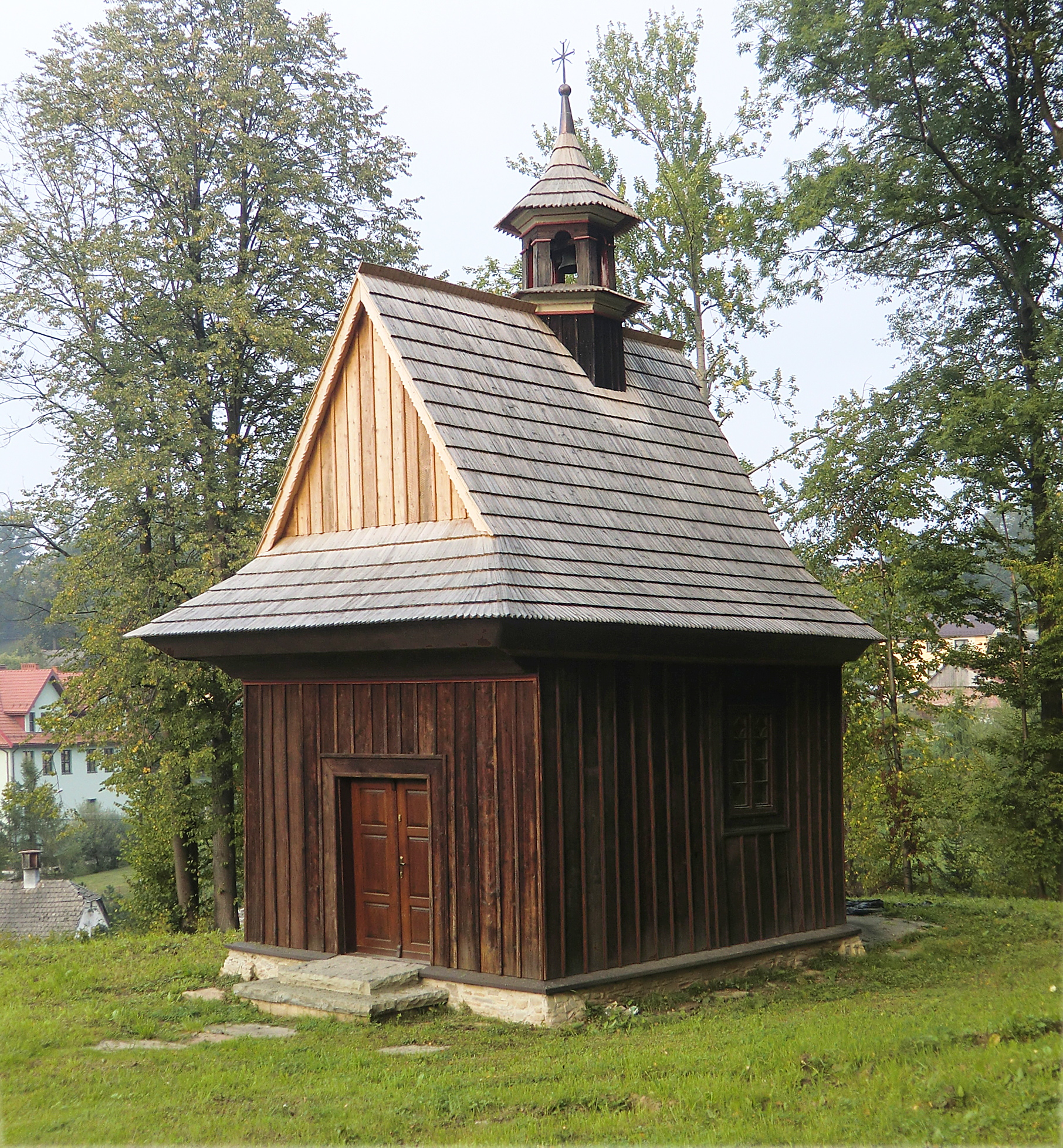
Kaplica Serca Pana Jezusa po remoncie.
Stan z 2012 r.

Kaplica Serca Pana Jezusa w Rychwałdzie – zabytkowa drewniana kaplica w miejscowości Rychwałd. Wzniesiona w 1756 z materiału rozbiórkowego kościółka w Gilowicach. Znajduje się na Szlaku Architektury Drewnianej województwa śląskiego.
Kaplica jest orientowana, w konstrukcji zrębowej. Przykrywa ją blaszany jednokalenicowy dach z wieżą sygnaturki. Do niedawna przy wschodniej ścianie stał Nepomuk, dla którego wzniesiono niewielkie zadaszenie. Kaplica nie posiada żadnego wyposażenia w swoim wnętrzu.

## Historia
Drewniany kościółek w Gilowicach wzniesiono w 1635. Z kolei w 1658 w Rychwałdzie został uznany za cudowny i stał się przedmiotem kultu obraz Matki Bożej, znajdujący się w miejscowym drewnianym kościele, konsekrowanym w 1547. W związku z coraz większą liczbą przybywających tam pielgrzymów w połowie XVIII wieku postanowiono wybudować w Rychwałdzie nowy, większy murowany kościół. Konsekrowano go w 1756.
Stary drewniany kościół został przeniesiony do sąsiednich Gilowic, gdzie stoi do dziś, pod wezwaniem św. Andrzeja Apostoła.
Tymczasem stary kościółek gilowicki rozebrano, a z jego materiału rozbiórkowego wzniesiono kaplicę Serca Pana Jezusa w Rychwałdzie. Z użytych materiałów drewno ścian datowane jest na 1507 rok, drewno więźby dachowej jest 1508, a drewno wieżyczki na sygnaturkę z 1796. Remont nastąpił w 1856.
W 1958 kaplica służyła miejscowym parafianom jako salka katechetyczna, po tym jak władze PRL usunęły nauczanie religii ze szkół.
W następnych dekadach kaplica została opuszczona i niszczała. Kolejny remont rozpoczął się w 2011.